# Stowe-by-Chartley
Stowe-by-Chartley är en civil parish i Storbritannien.   Den ligger i grevskapet Staffordshire och riksdelen England, i den södra delen av landet, 200 km nordväst om huvudstaden London. Antalet invånare är 418. Arean är 22,7 kvadratkilometer.
Terrängen i Stowe-by-Chartley är platt.